# Hypermétabole
Les insectes hypermétaboles sont des insectes holométaboles dont les stades larvaires présentent d'importantes différences morphologiques et fonctionnelles.

## Caractéristiques

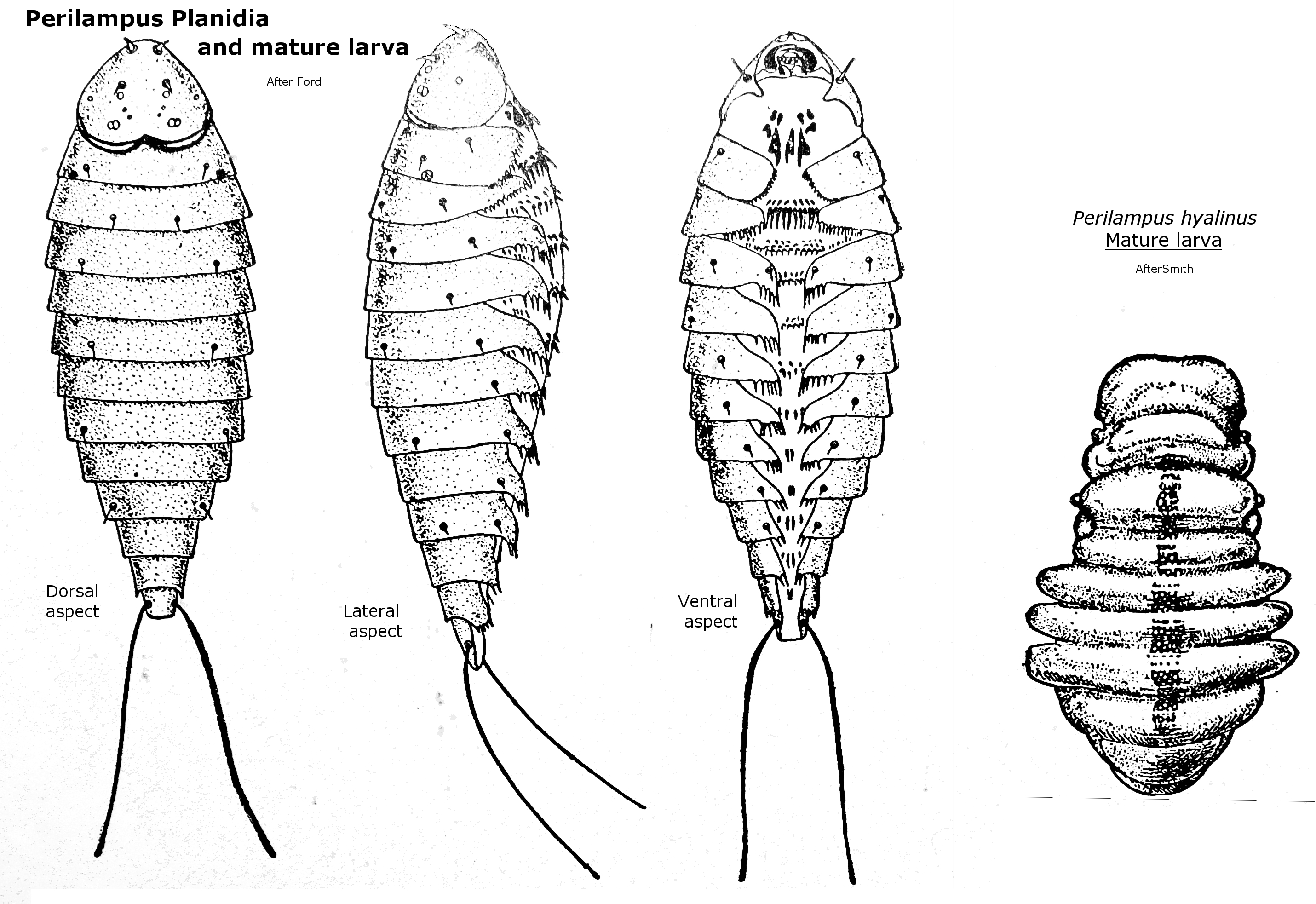
Stades larvaires de Perilampus (Perilampidae), illustrant la différence entre les premier (à gauche) et dernier (à droite) stade.

Les insectes hypermétaboles sont caractérisés par des stades larvaires très différents dans leur morphologie et leur alimentation. De façon générale, les insectes holométaboles ont des stades larvaires similaires; même si chaque stade est plus grand que le précédent, la forme est conservée. Toutefois, chez les hypermétaboles, au moins un stade larvaire, souvent le premier, se distingue  des autres. Ce premier stade larvaire est parfois appelé triongulin.

## Exemples
Les groupes d'insectes suivants sont hypermétaboles:
- les coléoptères des familles des Meloidae et des Ripiphoridae;
- l'ordre des Strepsiptera;
- les diptères des familles des Acroceridae, des Bombyliidae et des Nemestrinidae;
- les neuroptères de la famille des Mantispidae et
- les guêpes parasitoïdes de la famille des Eucharitidae.